# سیامک دولتی
سیامک دولتی (زاده ۱۳۴۵) بانکدار و مدیر ارشد اجرایی ایرانی و است او دکترای مدیریت بازرگانی و دانش‌آموخته کارشناسی و کارشناسی ارشد از دانشگاه تهران است؛ او هم‌اکنون رئیس هیئت‌مدیره بانک اقتصادنوین است، قبل از آن نیز مدیر عامل بانک قرض‌الحسنه مهر ایران، عضویت هیئت مدیره بانک تجارت و بانک TC در بلاروس را در کارنامه خود دارد. دولتی در همایش ملی نظام پیشنهادها در شبکه بانکی کشور ۲ عنوان «نویسنده برتر» و «مدیر شایسته» را از آن خود کرد.
وی تمامی مدارج بانکی را از کارمند ساده بانک در سال ۱۳۶۸ تا بالاترین رتبه بانکی (مدیرعاملی) را پله‌پله و بدون جهش پیموده‌است.
وی در طول خدمت خود در سمت‌های کارشناسی، ریاست دایره و معاون منطقه و مدیریت بانک در سه استان و مدیر منابع انسانی و معاون مدیرعامل و عضو هیئت مدیره بانک تجارت فعالیت می‌کرده‌است. همچنین سابقه ریاست هیئت مدیره بانک اقتصاد نوین، رئیس هیئت مدیره شرکت لیزینگ ایران و عضویت در هیئت مدیره شرکت تأمین سرمایه کاردان را در کارنامه شغلی خود دارد. او به عنوان مدرس بانکداری اسلامی علوم بانکی را تدریس می‌نماید و سابقه تدریس علوم اقتصادی و مدیریتی در دانشگاه را نیز دارد.
دولتی، نماینده بنیاد بین‌المللی غدیر شد.

## بانک قرض‌الحسنه مهر ایران
سیامک دولتی در اسفند ۱۳۹۳ به عنوان مدیر عامل بانک قرض‌الحسنه مهر ایران معرفی شد. در اولین سال فعالیت در این بانک حضور بسیار موفقی داشته به گونه‌ای که موفق شد جذب منابع بانک را ۳۰ درصد افزایش دهد که این یک رکورد محسوب می‌شد. آمار رشد ۳۰ درصدی منابع از آنجایی اهمیت داشت که مجموع منابع قرض‌الحسنه بانک‌ها و موسسات مالی ایران در سال ۹۴ با کاهش روبرو بوده‌است. این منابع عمدتاً از طریق سپرده‌های مستقیم سپرده‌گذاران تأمین شد اما در کنار آن دولتی طرح‌های دیگری نیز برای جذب منابع ارائه کرد. دولتی در سال ۹۴ با سازمان‌ها و نهادهای مختلف در حوزه‌های گوناگون مثل دانشگاه‌ها، سازمان‌های کشاورزی، تولیدی و حمایتی تفاهمنامه امضا کرد تا روند جذب منابع و پرداخت قرض‌الحسنه به قشرها مختلف مردم و کارگران و کارکنان سازمان‌ها و کارخانجات را تسهیل نماید. از دیگر مهمترین اقدامات او می‌توان به تکمیل سرمایه ۱۵ هزار میلیاردی بانک پس از ۸ سال و رشد سود آوری بانک به میزان ۴۰٪ به مبلغ ۲۵۰۰ میلیارد ریال و تحقق ایدهٔ بانکداری بدون ربا در حوزه قرض‌الحسنه اشاره نمود. توجه او به وضعیت معیشتی پرسنل و توانمندی در ایجاد انگیزه در آنها از خصوصیات او می‌باشد.

## بانک تجارت
دولتی در بانک تجارت پله‌های ترقی را پله پله پیمود، وی در بانک تجارت در سمت‌های گوناگون کارشناسی، ریاست دایره و معاون منطقه و مدیریت بانک در سه استان و مدیر منابع انسانی و معاون مدیرعامل و عضو هیئت مدیره بانک تجارت فعالیت می‌کرده‌است.
او مدیر شعب استان‌های خوزستان، کرمان و همدان بوده‌است. سپس به عنوان رئیس اداره اعتبارات کل بانک تجارت انتخاب شده و بعد از ان به عنوان مدیر امور منابع انسانی همین بانک به کارش ادامه داد. دولتی قبل از مدیرعاملی بانک قرض الحسنه مهر ایران به عنوان معاون مدیرعامل و همچنین عضو هیئت مدیره بانک تجارت فعالیت می‌کرد.

## سوابق اجرایی و مدیریتی
- عضو هیئت مدیره بانک تجارت
- معاون مدیرعامل بانک تجارت
- مدیر امور منابع انسانی بانک تجارت
- رئیس اداره اعتبارات کل بانک تجارت
- مدیر شعب استانهای خوزستان، کرمان و همدان در بانک تجارت[۱۱]

## سوابق اجرایی خارج از بانک
- عضو هیئت مدیره بانک (Trade Capital (TC در کشور بلاروس
- رئیس هیئت مدیره شرکت لیزینگ ایران
- رئیس هیئت مدیره بانک اقتصاد نوین
- نایب رئیس هیئت مدیره شرکت سرمایه‌گذاری و ساختمان تجارت
- عضو هیئت مدیره شرکت تأمین سرمایه کاردان) با مشارکت بانکهای تجارت، خاورمیانه و سامان[۱۰]